# 似多刺甲龙属
似多刺甲龙（属名：Polacanthoides，意为“类似多刺甲龙的”）是欧洲结节龙科恐龙已灭绝的一属，生存于大约1400至1350万年前现在的英国，由弗朗兹·诺普乔命名于1928年，模式标本为BMNH 2584。它可能是林龙或多刺甲龙的次异名，目前被视为一个疑名或一具化石嵌合体。